# Feste Vigiliane

Manifesto teatrale per l'occasione della fiera di S. Vigilio del 1857. Conservato presso la Biblioteca comunale di Trento.

Le Feste Vigiliane sono un insieme di feste che si svolgono ogni anno a Trento nella seconda metà di giugno e terminano il giorno 26 in onore del santo patrono della città San Vigilio.

## Principali manifestazioni

### Disfida tra Ciusi e Gobj

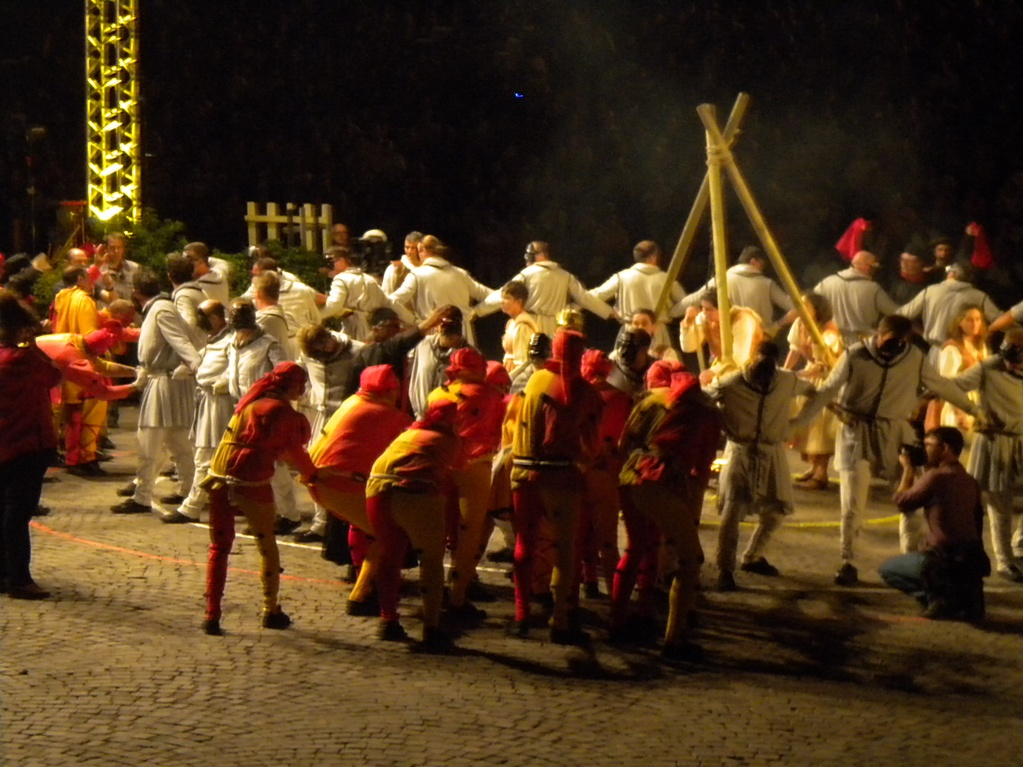
La Mascherada dei Ciusi e Gobj

I ciusi (rappresentanti della città di Feltre) ed i Gobj (rappresentanti di Trento) si contendono la polenta preparata dalle strozzere, disponendosi nel seguente modo: i Gobj formano un cerchio a difesa del paiolo abbrancandosi vicendevolmente alle corde di cuoio saldamente cinte attorno alla loro vita, volgendo le terga al paiolo stesso; al centro del cerchio prendono posto le strozzere, armate di grandi ramazze che servono per difendere la loro polenta dagli assalti. I Ciusi devono disporsi in fila indiana a gruppetti di cinque, per cercare, nel rispetto delle regole del gioco, di rompere la catena degli avversari al fine di rompere il cerchio per conquistare la polenta.

### Palio dell'oca
in questa evento, svolto solitamente la domenica prima del 26 giugno, i rappresentanti di alcuni sobborghi di Trento si sfidano a una gara di zattere sul Fiume Adige. La partenza è presso la località Roncafort e l'arrivo sotto il Ponte di San Lorenzo. Nel percorso sono presenti alcune prove che, se non superate, penalizzano l'equipaggio.

### Tribunale di Penitenza e Tonca
Spettacolo comico che si svolge in Piazza Fiera e che consiste nel processo di alcune personalità trentine, solitamente politici locali, che si sono distinte nel corso dell'anno per avere fatto qualcosa di spiacevole. I "colpevoli" saranno "condannati" in occasione della Tonca. Questa si svolge solitamente la domenica prima del 26 giugno ed è l'atto di condanna dei "colpevoli", giudicati in occasione del Tribunale di Penitenza. È la riproposizione in chiave burlesca di un'antica pena che pare fosse praticata tra il XIV e XVII secolo, inflitta ai bestemmiatori: dalla Torre Verde una gabbia contenente il condannato veniva immersa nelle acque del fiume Adige.

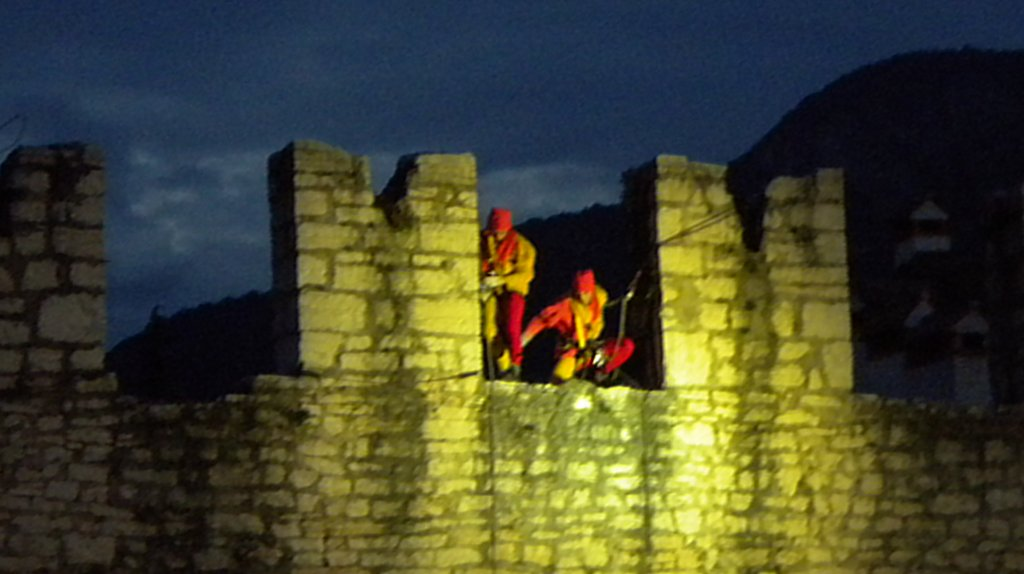
Altra scena della manifestazione

### Notte bianca (o notte magica)
Di solito si svolge nella nottata fra il sabato e la domenica prima del 26 giugno. Questa notte molti negozi rimangono aperti sino alle 22:00 e in città ci sono spettacoli musicali e d'intrattenimento fino alle 4:00 del mattino. Segue la colazione gratuita in piazza Duomo. 

### Corteo storico
La sfilata dei figuranti in sfarzosi abiti parte dal Castello del Buonconsiglio, sede per più di 500 anni del governo principesco, e raggiunge Piazza Duomo attraversando le principali vie del centro storico. Essi comprendono dame e cavalieri, supportati da un popolo di cortigiani e contadini.

### Pontificale di San Vigilio
Nel giorno del patrono si celebra il consueto pontificale che ha inizio con la processione che parte alle ore 9.30 dalla basilica di Santa Maria Maggiore. La celebrazione è presieduta dall’arcivescovo emerito di Trento Luigi Bressan ed è accompagnata dalla Cappella Musicale del Duomo.

### Fuochi di San Vigilio
Manifestazione pirotecnica che rappresenta la conclusione delle Feste Vigiliane. Inizia alle ore 23:00 e dura per un'ora.